# Doroteo (nombre)
Doroteo es un nombre propio masculino de origen griego en su variante en español. Procede del antiguo griego Δωρόθεος, de δῶρον (don) y θεός (dios), por lo que significa «don de Dios». Tiene las mismas raíces y significado que Teodoro.

## Santoral
28 de marzo: San Doroteo, mártir en Tarso de Cilicia.

## Variantes
- Femenino: Dorotea.

### Variantes en otros idiomas
| Variantes en otras lenguas | Variantes en otras lenguas |
| -------------------------- | -------------------------- |
| Español                    | Doroteo                    |
| Alemán                     | Dorotheus                  |
| Asturiano                  | Dorotéu                    |
| Catalán                    | Doroteu                    |
| Checo                      | Dorotej                    |
| Euskera                    | Dorota                     |
| Francés                    | Dorothée                   |
| Griego                     | Δωρόθεος (Dôrótheos)       |
| Holandés                   | Doroteüs                   |
| Inglés                     | Dorotheus                  |
| Italiano                   | Doroteo                    |
| Lituano                    | Dorotėjas                  |
| Polaco                     | Doroteusz                  |
| Ruso                       | Дорофей (Dorofej)          |
| Sardo                      | Dorotèu                    |